# ویکتور ارتیز
ویکتور اُرتیز (انگلیسی: Victor Ortiz؛ ۳۱ ژانویه ۱۹۸۷) بوکسور حرفه‌ای سبک‌وزن و بازیگر اهل ایالات متحده آمریکا است.
او دارندهٔ عنوانِ قهرمانیِ «انجمن جهانی بوکس» (WBC) در سال ۲۰۱۱ میلادی است و در گذشته، او را یکی از سه قهرمانِ برترِ سبک‌وزنِ بوکسِ جهان می‌دانستند.
از فیلم‌ها یا مجموعه‌های تلویزیونی که وی در آن‌ها نقش داشته است، می‌توان به بی‌مصرف‌ها ۳، روزی روزگاری در ونیز و چپ‌دست اشاره نمود.